# Tsunayoshi Sawada
Tsunayoshi Sawada (沢田 纲吉?, Sawada Tsunayoshi), comunemente soprannominato "Tsuna" (ツナ?), è un personaggio immaginario nella serie di Anime e manga Tutor Hitman Reborn! creato da Akira Amano. È l'unico figlio di Iemitsu Sawada e Nana Sawada, e un discendente di Giotto il Primo Boss della Famiglia Vongola. Si sta addestrando per prendere le redini della decima generazione sotto la tutela di Reborn.
Come protagonista, Tsuna appare in tutti i videogiochi della serie, così come ha un posto speciale in entrambi i giochi di compilazione della Shōnen Jump: Jump Super Stars, Jump Ultimate Stars e J-Stars Victory vs. Appare anche nei romanzi di Light Hidden Bullet, anche se in un ruolo minore. L'8 luglio 2008, Pony Canyon ha pubblicato un CD contenente i media di entrambi i doppiatori di Reborn.

## Il personaggio
Nella storia, Tsuna è uno dei tanti discendenti della famiglia Vongola, famiglia mafiosa del Sud Italia. Egli è colui che è destinato ad essere il decimo boss del famiglia Vongola. Per aiutare Tsuna a diventare un grande boss, l'assassino Reborn diventa il suo tutore e comincia ad allenarlo a casa sua per diventare un grande boss. Con l'aiuto di Reborn, Tsuna inizia affrontando le sue paure e fa amicizia con molte persone, alcuni di essi sono divenuti suoi subordinati all'interno della Famiglia Vongola. Tuttavia, a causa della posizione elevata di Tsuna nella mafia, varie altre famiglie iniziano a lavorare per uccidere Tsuna ed i suoi amici, ma con l'aiuto di Reborn e dei suoi duri allenamenti Tsuna e i suoi amici si sapranno difendere bene e sconfiggeranno molti nemici.
Tsuna è molto popolare tra i lettori del manga, è apparso più volte nella top 5 dei personaggi più popolari della serie e ha raggiunto il primo posto un paio di volte. Egli è stato anche raffigurato in ogni merce della serie, come figurine e peluche. Molti media hanno commentato il carattere di Tsuna, aggiungendo lodi e critiche. Anche se nella storia Tsuna è stato inizialmente preso in considerazione come un ragazzo molto semplice, debole e piagnucolone, molti critici hanno scritto nelle pagine web molti apprezzamenti soprattutto per la crescita di questo personaggio.

### Aspetto
Tsuna è un ragazzo piccolo e snello con i capelli castani e gli occhi marroni. Egli eredita molti tratti da Giotto e sua madre, Nana Sawada. L'outfit in cui è visto più spesso nella serie è la sua uniforme della scuola media Namimori. Indossa un gilet di maglia blu, una camicia bianca, cravatta blu e pantaloni neri. In precedenza indossava una camicia bianca a maniche corte con una cravatta rossa come uniforme all'inizio della serie, che in seguito è stata sostituita da un blazer giallo con un logo a forma di "N" sul lato sinistro e una cravatta blu. Quando Tsuna non indossa la sua uniforme scolastica, ha dimostrato di avere un debole per le felpe con cappuccio e ne indossa diverse durante il corso della serie. Durante l'Arco del futuro, il suo vestito più ricorrente è una felpa bianca con maniche lunghe arancioni e pantaloni verde acqua. Durante lo Choice, l'abito di Tsuna è un completo interamente nero, con una camicia bianca a maniche lunghe e una cravatta nera. Molti degli abiti che indossa hanno il numero 27 da qualche parte sui suoi vestiti, facendo riferimento al suo nome: "Tsu", che in inglese significa due, e "na", sette in giapponese. Indossa spesso sneakers bianche e arancioni.

### Personalità
Tsuna è un normale studente della scuola media Namimori, più conosciuto come "ImbranaTsuna" a causa dei voti mediocri, la sfortuna e le incapacità fisiche, cose che Tsuna ammette liberamente. Spesso auto-dubita di se stesso e abbandona facilmente ogni cosa non ritenga alla sua portata, saltando spesso le lezioni, anche se diventa più sicuro di sé nel corso della serie.
È generalmente raffigurato comicamente inorridito dalle azioni oltraggiose di coloro che lo circondano, e in genere lo fa diventare quasi isterico, specialmente i folli metodi di allenamento di Reborn. La sua mancanza di fiducia e la tremenda mancanza di fortuna generalmente contrastano in modo umoristico con le posizioni di leadership e la pressione esterna che Reborn gli fa continuamente pedare. Nonostante il suo titolo, sembra un individuo serio con un grande potenziale; sfortunatamente, Reborn scopre che spesso l'unico modo per costringere Tsuna a realizzare questo potenziale è metterlo in situazioni critiche che spesso coinvolgono terzi.
Rispetto a molti dei suoi amici, Tsuna è più con i piedi per terra dal momento che è ancora relativamente nuovo al mondo della mafia e al soprannaturale. In molte occasioni, specialmente nelle faccende di Reborn, Tsuna è in grado di indicare tutte le strane cose che accadono prima che gli altri se ne accorgano.
Sebbene sia stato deciso che coprirà il ruolo di Decimo Boss, Tsuna è generalmente riluttante a prendere parte a tutto ciò che riguarda la mafia. Egli nega sempre di essere il leader della famiglia e cerca di evitare chiunque e qualsiasi cosa coinvolto in quel losco mondo, aggrappandosi a qualsiasi elemento di ordinaria vita quotidiana concessagli, anche affermando che i suoi guardiani e subordinati sono solo amici. In seguito afferma che preferirebbe distruggere la Famiglia Vongola pur di non dover perseguire i suoi ideali di morte e corruzione. Nonostante tutto è grato a Reborn per avergli fatto incontrare i suoi amici. Si preoccupa molto della sua Famiglia e mette in pericolo la sua stessa vita pur di proteggerne i componenti.
La personalità di Tsuna si è sviluppata molto dall'inizio del manga: dall'essere un individuo vile e inutile che si arrende facilmente, acquista una grande determinazione e fa di tutto per proteggere i propri compagni. Più tardi, viene visto a suo agio in qualità di leader e prende le decisioni più importanti senza esitare.
Si dice che lo Tsuna del futuro sia deceduto, essendo stata ucciso dai Millefiore. In seguito è stato rivelato che il proiettile usato per sparargli era solo un altro proiettile speciale (simile a quello dell'Ultimo Desiderio) che ha sostituito il normale proiettile nella pistola grazie a Shoichi Irie. Presumibilmente, il futuro Tsuna ha preso seriamente il ruolo di Decimo Boss Vongola e si è dimostrato molto più fiducioso, affidando il compito di sconfiggere Byakuran al sé del passato.
Ci sono state molte somiglianze tra Tsuna e il fondatore della Famiglia Vongola, Giotto, tra cui l'aspetto fisico, le tecniche di combattimento e le armi utilizzate. È probabile che entrambe le loro personalità siano molto simili, poiché è stato dimostrato che hanno obiettivi e modalità di standard simili; per esempio, nessuno dei due ha avuto problemi nel nominare Guardiani persone al di fuori della Famiglia o nell'accettare i nemici passati nella loro schiera. Entrambi sono anche indulgenti e non eccessivamente gentili, come dimostrato in numerose occasioni; nonostante sostenga che non perdonerà mai i suoi nemici, Tsuna finirebbe per simpatizzare e alla fine perdonarli, quasi immediatamente considerandoli suoi alleati.

## Panoramica della trama
Un giorno, un bambino sicario di nome Reborn arriva in Giappone dall'Italia per addestrare Tsuna a divenire Decimo Boss dei Vongola. Tsuna è stato scelto perché era il pronipote del Primo Boss dei Vongola, trasferitosi in Giappone anni addietro. Quando si imbatte nella ragazza di cui ha una cotta, Kyoko, Reborn nota immediatamente che Tsuna prova qualcosa per lei e gli chiede se le abbia mai confessato i suoi sentimenti: lui confessa che lei è la studentessa più popolare a scuola e non avrebbe mai preso in considerazione un perdente come lui. Reborn, quindi, spara a Tsuna con un Proiettile dell'Ultimo Desiderio, che lo manda in modalità Volontà di Morire, dove è costretto a confessare il suo amore per Kyoko, che si spaventa e scappa. Quando arriva a scuola, il giorno dopo, Tsuna viene preso in giro da tutti i suoi compagni di classe per la figuraccia fatta con Kyoko e viene fermato da Kensuke Mochida che, disgustato dal suo comportamento nei confronti di Kyoko, lo sfida ad un mach di Kendo. Tsuna decide di fuggire ma viene fermato dal bambino che gli spara ancora una volta, costringendolo a combattere contro Mochida: lui rompe la spada del ragazzo, lo colpisce con una testata e gli strappa tutti i capelli, rendendolo il vincitore della partita. Kyoko è stupita dalla forza Tsuna, rivelando di aver creduto che la sua confessione fosse solo uno scherzo, e chiedendo che i due diventassero amici.
Dopo qualche tempo, a scuola arriva un nuovo studente dall'Italia: Hayato Gokudera. Egli è pienamente consapevole dello status di Tsuna come decimo Boss dei Vongola ed ha un comportamento ostile nei suoi confronti, rifiutandosi di accettare che Tsuna diventi Decimo. In accordo con Reborn, che gli ha promesso la carica di Boss se fosse riuscito ad uccidere il ragazzo, combatte contro di lui ma fallisce quando perde il controllo delle sue stesse armi: candelotti di dinamite che minacciano di farlo esplodere. Tsuna entra in modalità Volontà di Morire salvando la vita di Gokudera, innescando in lui una totale devozione per Tsuna che giura di seguirlo e diventare il suo braccio destro. Lui cerca di convincerlo ad essere semplicemente suo amico con scarso successo ma, avendo troppa paura del ragazzo, rinuncia ad insistere.
Mentre gioca a baseball con i suoi compagni di classe, Takeshi Yamamoto sceglie Tsuna come compagno di squadra difendendolo da coloro che lo sminuivano, anche se finirà lo stesso per far perdere la squadra ed è costretto a ripulire il campo. Yamamoto decide di aiutarlo e gli spiega che in quel periodo la sua prestanza in campo sta peggiorando e cerca un modo per migliorare, Tsuna gli consiglia di dare il meglio di sé e continuare ad allenarsi ricevendo puro entusiasmo dal ragazzo. Quando Tsuna arriva a scuola, il giorno successivo, viene informato che Yamamoto sta tentando il suicidio dopo essersi rotto un braccio durante l'allenamento. Il ragazzo si sente subito in colpa e viene quasi costretto da Reborn a dirigersi sul tetto, da dove il ragazzo minaccia di buttarsi, per rimediare al danno. Yamamoto confessa che, oltre al baseball, non ha nient'altro e se gli viene tolto anche quello per lui non vale più la pena vivere, e si arrabbia con Tsuna dandogli dell'arrogante quando afferma che loro due sono troppo diversi solo perché lui ha scelto di mettere fine alla propria vita al primo fallimento mentre Tsuna si crede chissà chi solo per aver vinto contro Mochida e nel torneo di pallavolo. Il ragazzo nega tutto e ammette di avergli dato un consiglio che lui stesso non aveva mai messo in pratica poiché non si era mai impegnato sul serio in nulla, specificando che il motivo per cui erano diversi era che Yamamoto aveva trovato un motivo per vivere ed uno per morire che per lui erano importanti, cosa che Tsuna non aveva mai fatto accettando semplicemente di vivere quella vita da nullafacente senza darsi alcuno scopo. Quando la ringhiera si rompe e i due ragazzi cadono dal tetto, Tsuna viene sparato da Reborn e riesce a salvare sé stesso e Yamamoto grazie ad un proiettile aggiuntivo. Yamamoto, capendo ciò che stava per fare e colpito dalle parole di Tsuna, si rasserena e decide di diventare suo amico.
Tsuna inizia anche a legare con Kyoko, e conquista una ragazza di nome Haru Miura che sviluppa una cotta ossessiva per lui dopo che la salva dall'annegamento nel fiume. Incontra anche Dino Cavallone, Decimo Boss della Famiglia alleata ai Vongola; Bianchi Gokudera, sorella di Hayato; Lambo, bambino di cinque anni della Famiglia Bovino che intende uccidere Reborn, e I-Pin, assassina della stessa età di Lambo che tenta di uccidere Tsuna scambiandolo per il suo vero obbiettivo.
Dopo diversi mesi di addestramento con Reborn, Tsuna diventa il bersaglio della banda Kokuyo, che vuole distruggere i Vongola. Il leader Mukuro Rokudo attira Tsuna all'aperto attaccando i suoi amici e compagni fino a quando Tsuna, su richiesta del nono boss, lo sconfigge usando i suoi X-Gloves appena acquisiti. Qualche tempo dopo, Tsuna riceve le metà dell'anello Vongola da Dino, e si allena ancora una volta con Reborn per la battaglia in arrivo contro i Varia, che intendono fare il loro capo, Xanxus, il prossimo boss Vongola. Alla fine, Tsuna deve combattere contro Xanxus per avere il diritto di tenere l'Anello del Cielo. Il giorno della battaglia, la famiglia di Tsuna prende un vantaggio di 4 a 3, ma poi Xanxus accusa Tsuna per l '"assassinio" del nono boss; per tutto il tempo, il nono boss è vivo ma nascosto in un avversario da Tsuna. Alla fine Tsuna e Xanxus si impegnano nella loro lotta. Tsuna alla fine sopraffà Xanxus, ma Xanxus riesce ancora a ottenere tutti e sette gli anelli Vongola. Tuttavia, Xanxus viene respinto, non essendo di sangue Vongola; così la vittoria viene assegnata a Tsuna.
Giorni dopo la battaglia con i Varia, Tsuna e Reborn vengono inspiegabilmente trasportati 10 anni nel futuro, dove lo Tsuna di quel tempo è deceduto e  la famiglia Vongola è in guerra con la Famiglia Millefiore. Dopo aver riunito i sei guardiani, Tsuna attacca la base di Millefiore insieme a Lal Mirch, Ryohei, Yamamoto e Gokudera. Quando il gruppo viene scoperto, Tsuna combatte il membro dei Milliefiore, Spanner. Tsuna perde conoscenza durante il combattimento e viene catturato da Spanner che lo aiuta a perfezionare la sua tecnica di X Burner. Spanner sviluppa speciali lenti a contatto che aiutano Tsuna a stabilizzare il X Burner e lo usano per sconfiggere i restanti soldati del membro di Milliefiore Irie Shoichi. Tuttavia, Irie rivela di essere una spia alleata del futuro sé di Tsuna per aiutare i Vongola a sconfiggere il leader dei Milliefiore Byakuran. Pertanto, Tsuna e i suoi amici si allenano per affrontare Byakuran e i suoi sei guardiani delle corone funebri. Il giorno della battaglia, Tsuna viene scelto per essere uno dei primi combattenti nel primo gioco di "Choice", che perde. In quel momento appare Uni, una conoscente di Reborn, e Tsuna ha il compito di proteggerla da Byakuran fino a quando non si confronta con lui. Una volta sconfitto Byakuran, Tsuna e i suoi amici vengono rimandati al loro tempo da Irie.
Tsuna  in seguito fa amicizia con studenti trasferiti che si rivelano membri della famiglia Shimon, un piccolo clan mafioso. Più tardi, questi attaccano lui e i suoi guardiani come vendetta per Vongola Primo, che apparentemente ha tradito il fondatore della loro famiglia. Gli anelli vengono distrutti ma riparati da un vecchio, Talbot, che usa il sangue di Vongola Primo per dare agli anelli un upgrade. Tsuna è in grado di "risvegliare" il suo anello, trasformandolo in una forma unica chiamata "L'anello del cielo, versione X", un anello di armatura con un secondo anello più piccolo collegato da una catena. Tsuna e co. arrivano sull'isola della famiglia Shimon, pronto ad affrontare la sfida. Tsuna viene quindi attaccato da un infuriato Enma, il capo di Shimon, dopo che i Vongola vincono tre battaglie consecutivamente, e Tsuna viene informato che suo padre era responsabile dell'omicidio della famiglia di Enma, lasciando Tsuna in un breve stato catatonico. La sua fiducia e determinazione rianimarono con l'aiuto di Hibari e la rivelazione della quinta chiave che mostrava che Giotto non tradì mai Cozart Shimon. Dopo aver sconfitto e salvato Enma dalla manipolazione di Daemon Spade, lui ed Enma affrontano Daemon insieme dopo che questi ha ottenuto il corpo di Mukuro. Daemon rivela di essere stato lui a uccidere la famiglia di Enma (travestito da padre di Tsuna) e mentre guadagna brevemente il sopravvento, l'anello di Tsuna si combina con quello di Enma e gli permette di sconfiggere Daemon.
Dopo questo, Tsuna cerca di tornare alla sua vita quotidiana con i suoi amici. Tuttavia, quando Reborn inizia a fare strani sogni su Checkerface, noto anche più misteriosamente come "L'uomo con il cappello di ferro", Tsuna e Dino diventano i suoi rappresentanti nella "Battaglia dell'arcobaleno". Ad unirsi alla loro squadra sono Yamamoto, Gokudera e Ryohei. Prima dell'inizio delle battaglie, Byakuran vola a casa di Tsuna e si lancia sul suo tetto, offrendo un'alleanza con il Team Uni. Tsuna accetta l'offerta con riluttanza, ancora incerto sulle intenzioni di Byakuran, ma disposto a fidarsi di lui per la sua gentilezza nei confronti di Yamamoto. La battaglia dell'arcobaleno inizia presto, gettando tutte le squadre in una frenesia. Nella prima battaglia, Tsuna viene sconfitto in modo decisivo da suo padre Iemitsu, che è anche in grado di usare la Fiamma della Volontà Morente. Tuttavia, Reborn riesce a negoziare un'alleanza con la squadra di Iemitsu in tempo per salvare l'orologio di Tsuna dalla distruzione.
Il giorno successivo Tsuna raggiunge Enma sugli eventi della battaglia ed è scioccato nell'apprendere che l'intera famiglia Shimon farà parte della squadra di Skull. Dopo la scuola, il Team Reborn si reca al nascondiglio del Team Uni, con il quale si sono precedentemente alleati. Uni prevede che due squadre saranno sconfitte nel prossimo conflitto, che inizia subito dopo la sua dichiarazione. Il Team Verde lancia un attacco al Team Uni e al Team Reborn, distruggendo l'orologio di Zakuro. Il Team Colonnello è arroccato su una scogliera vicina, con Colonnello nella sua forma Non Maledetta. Usa il suo fucile massimo completamente rilasciato per ferire con successo tutti i combattenti nemici, tranne i loro alleati nel Team Reborn. Tsuna è scioccato dalla spietatezza di suo padre e si oppone ai suoi metodi, dicendo che il Team Uni è suo alleato. Dopo aver sentito questo, Iemitsu interrompe la sua alleanza con il Team Reborn, ma dà al Team Reborn la possibilità di fuggire. Tsuna lo rifiuta e continua a combattere a fianco del Team Uni. Colonnello spara un secondo colpo dal suo fucile, questa volta includendo i membri del Team Reborn nell'attacco. Tsuna avverte i suoi compagni di mettersi al riparo, ma il tiro è troppo potente perché Tsuna si blocchi, secondo Byakuran. Uni chiede che Tsuna sia protetta, quindi Gamma tenta di soddisfare il suo desiderio e Reborn si arrampica per proteggere il Boss Watch della sua squadra, ma Byakuran salta su entrambi per proteggere Tsuna dal tiro. Viene distrutto dal tiro, permettendo a Tsuna di muoversi per attaccare il Team Colonnello. Reborn denuncia la sua alleanza con il padre di Tsuna e Tsuna lo ha combattuto per il boss. Reborn ha usato il suo tempo libero dalla maledizione per insegnare a Tsuna il vero significato della volontà di morire.

## Abilità
Il suo stile di lotta è uguale a quello del Primo Boss della Famiglia Vongola; infatti quando Reborn gli spara con la Pallottola dell'Ultimo Desiderio, Tsuna diventa molto potente e finché il suo desiderio non viene esaudito ha una forza e una velocità sovrumana, facendo provocare in diverse persone l'interessamento alla sua abilità.
Nella saga della lotta contro Mukuro Rokudo, Tsuna grazie a Leon entra in possesso degli X-Gloves, speciali guanti formati dallo stesso materiale che forma il Proiettile dell'Ultimo Desiderio e grazie ai quali potrà infiammare anche le sue mani ed usare lo stesso fuoco emanato dai guanti come propulsore per volare o per gli spostamenti rapidi. Gli X-Gloves vanno accompagnati dalla Pallottola del Rimprovero sparata da Reborn che rimuove i limiti del suo corpo e gli permette di mantenere la lucidità, entrando nella modalità "Hyper Dying Will Mode".
Nella saga dei Varia, Tsuna fa un allenamento seguito da Reborn e aiutato da Basil in dieci giorni impara lo Zero Point Breakthrough, una tecnica inventata dal Primo Boss dei Vongola che è in grado di congelare gli oggetti, le fiamme e i nemici di Tsuna in un ghiaccio distruggibile solo da fiamme dell'ultimo desiderio. Tsuna crea anche una propria versione dello Zero Point Breakthrough chiamata Zero Point Breakthrough - Revised che consente di assorbire le fiamme e di convertirle in energia per lui.
Nella lotta contro il Millefiore, Tsuna ottiene la Vongola Sky Box, che contiene l'animale "Natsu" (ナツ?) un piccolo leone in grado di pietrificare le fiamme attraverso l'armonizzazione con Tsuna ed è in grado di trasformarsi in armi appartenenti al Primo Boss Vongola. Inoltre grazie al potere dei precedenti boss Tsuna potenzia i suoi X-Gloves trasformandoli nei X-Gloves versione Vongola Ring. Grazie all'aiuto del tecnico dei millefiore Spanner, Tsuna acquisisce delle lenti a contatto e delle cuffie che gli permettono di migliorare la precisione dei suoi attacchi e di rendere possibile la sua nuova tecnica, l'X-Burner.
Nella saga della successione, dopo la distruzione dei vongola ring, Tsuna acquisisce il Vongola Gear, la versione definitiva degli anelli vongola. Grazie a questo Tsuna potenzia i suoi X-Gloves permettendo l'uso di un nuovo attacco, l'XX-Burner. Inoltre scopre che se unisce il suo Vongola Ring al Simon Ring di Kozato Enma riesce a fondere i due anelli per potenziare i suoi colpi.

Poiché Tsuna fa parte della stirpe dei Vongola, possiede la capacità nota come "Iper Intuizione", che gli garantisce una capacità di comprensione maggiore rispetto alla maggior parte delle persone.

## Curiosità
- Il suo soprannome, "Tsuna", è spesso collegato all'inglese "Tuna" ovvero "tonno". La porta della sua camera da letto ha un tonno con sopra il suo nome. Una comune stenografia del suo nome usata tra i fan è "27": in giapponese l'inglese "Two", ovvero 2, suona come "Tsu" e 7 è pronunciato "Nana". Quindi, "Tsu-na".
- Nel manga è stato svelato che il soprannome di Tsuna era "Inutile Tsuna" in seconda elementare, che è poi diventato "ImbranaTsuna".
- Tsuna è l'unico membro della Decima Generazione a non essere stato mostrato nel futuro.
- Nel sondaggio più recente, Tsuna si è classificato secondo per popolarità e primo per forza.
- In un sondaggio su Internet del 2008, "Il personaggio che voglio sposare" Tsuna si è classificato al sesto posto. Nel sondaggio del 2009, si è classificato settimo.